# Percival Spencer Umfreville Pickering

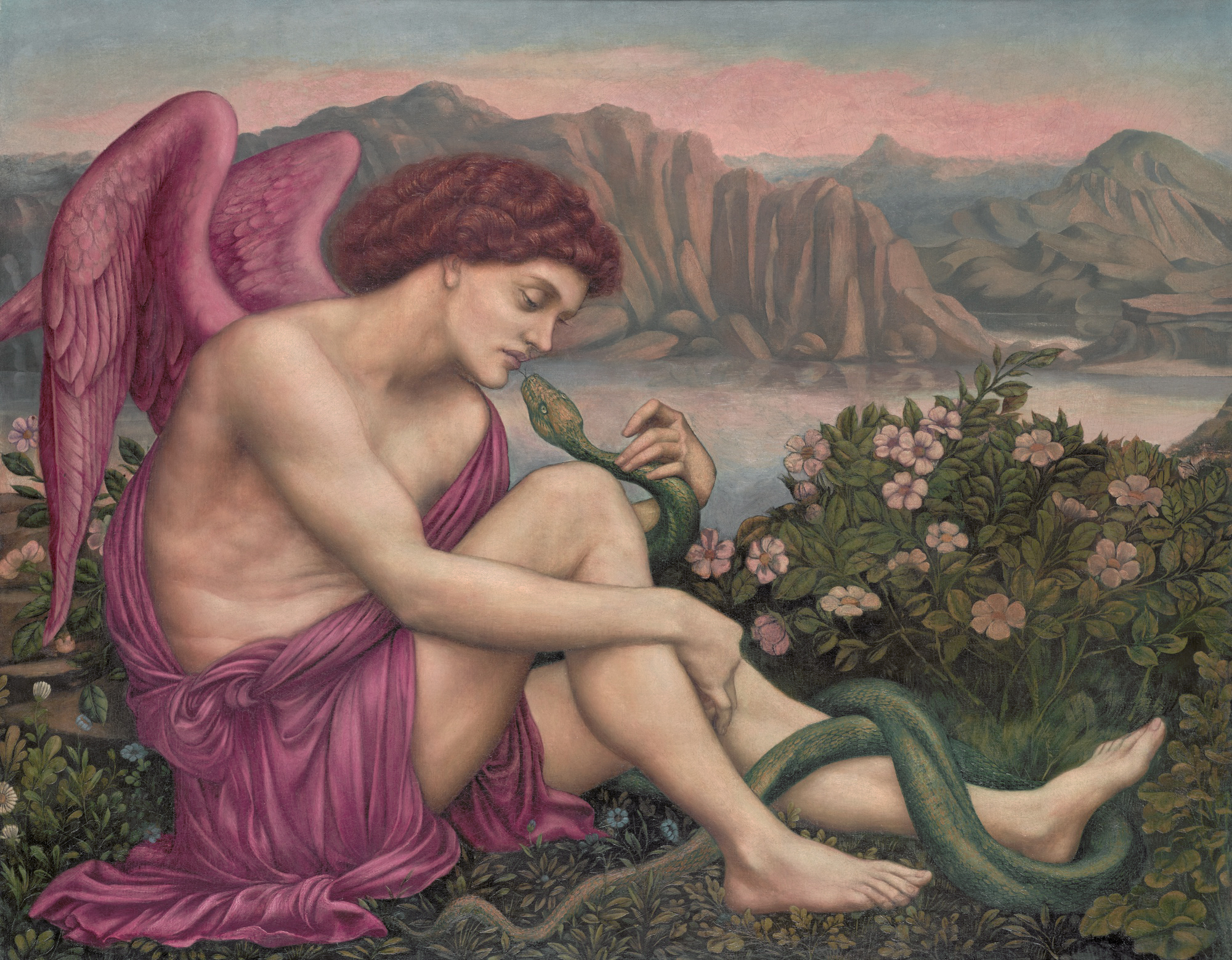
L'ange avec le serpent. Percival Spencer Umfreville Pickering a posé comme modèle pour ce tableau de sa sœur Evelyn De Morgan, dans les années 1870.

Percival Spencer Umfreville Pickering, né le 6 mars 1858 et mort le 5 décembre 1920, était un chimiste et horticulteur britannique.
Fils d'Anne Maria Spencer-Stanhope et de son mari Percival Andree Pickering, Pickering a grandi dans une famille aisée et a pu commencer sa carrière scientifique en construisant son propre laboratoire dans sa maison privée. En 1881, il entre au Bedford College, où il occupe un poste de chargé de cours. Il y reste jusqu'en 1887. Après la perte d'un œil dans un grave accident de laboratoire, sa santé a commencé à se détériorer et il a déménagé à la campagne, dans la petite ville de Harpenden. Parmi les habitants du bourg, se trouvaient déjà quatre membres de la Royal Society, et Pickering y fut admis en 1890.
À partir de 1894, il est devenu directeur de la ferme expérimentale de Woburn, un établissement privatisé par Pickering et par le duc de Bedford, où il travailla à l'amélioration des techniques horticoles.
En 1907, il découvrit le phénomène selon lequel les émulsions pouvaient être stabilisées par de petites particules au lieu d'émulsifiants. Le procédé porte aujourd'hui le nom de « stabilisation de Pickering », bien que cet effet ait déjà été reconnu par Walter Ramsden dès 1903.